# Pogno
Pogno (Pogn in piemontese, pronuncia IPA /pʊɲ/, o Pògn /pɔɲ/) è un comune italiano di 1 338 abitanti della provincia di Novara in Piemonte.
È noto come "paese dei muri dipinti" per i numerosi murales che decorano gli edifici dell'abitato, realizzati da importanti artisti nazionali nel corso del 2005.

## Storia

### Simboli
Lo stemma e il gonfalone sono stati concessi con DPR del 17 ottobre 1992. 
Lo stemma è partito: nel primo d'azzurro, al pastorale d'argento, posto in banda e attraversato da una mitra, pure d'argento, ornata da una croce greca, di nero; nel secondo, di rosso, alla croce d'argento.
Il gonfalone è un drappo di bianco.

## Monumenti e luoghi d'interesse

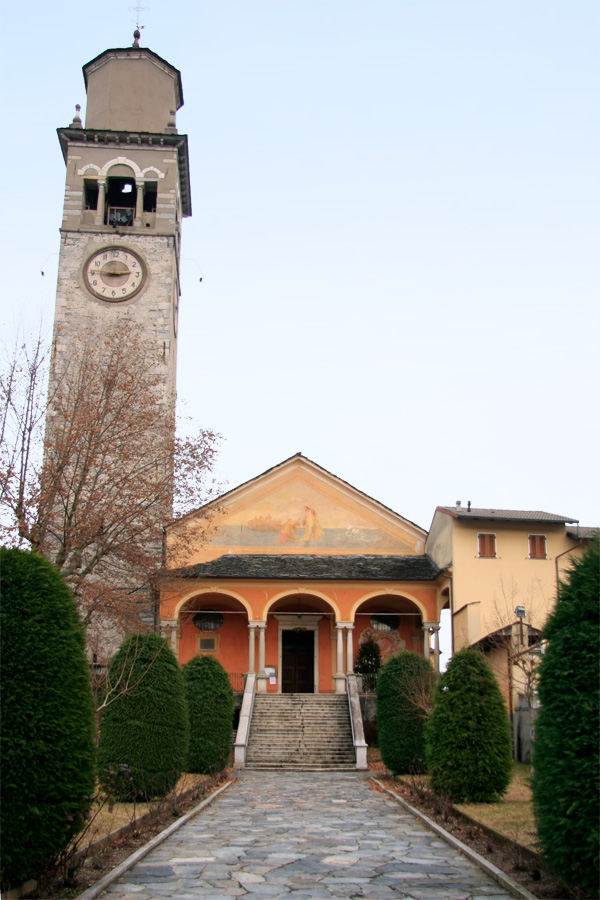
La parrocchia

### Architetture religiose
- Chiesa parrocchiale dei Santi Pietro e Paolo, risalente al secolo XIII.[6]
- Chiesa di Sant'Antonio Abate
- Chiesa di San Bernardo in Prerro, del secolo XVI, tra il 1791 e il 1986 fu la parrocchia del paese.[7]

## Società

### Evoluzione demografica
Abitanti censiti

## Cultura
Pogno noto come "paese dei muri dipinti" per i numerosi murales che decorano gli edifici dell'abitato, realizzati da importanti artisti nazionali nel corso del 2005.

## Infrastrutture e trasporti
Fra il 1886 e il 1924 le frazioni Berzonno e Cremosina erano servite rispettivamente dalla stazione di Pogno-Berzonno e dalla stazione di Cremosina, poste lungo la ferrovia Gozzano-Alzo.

## Amministrazione

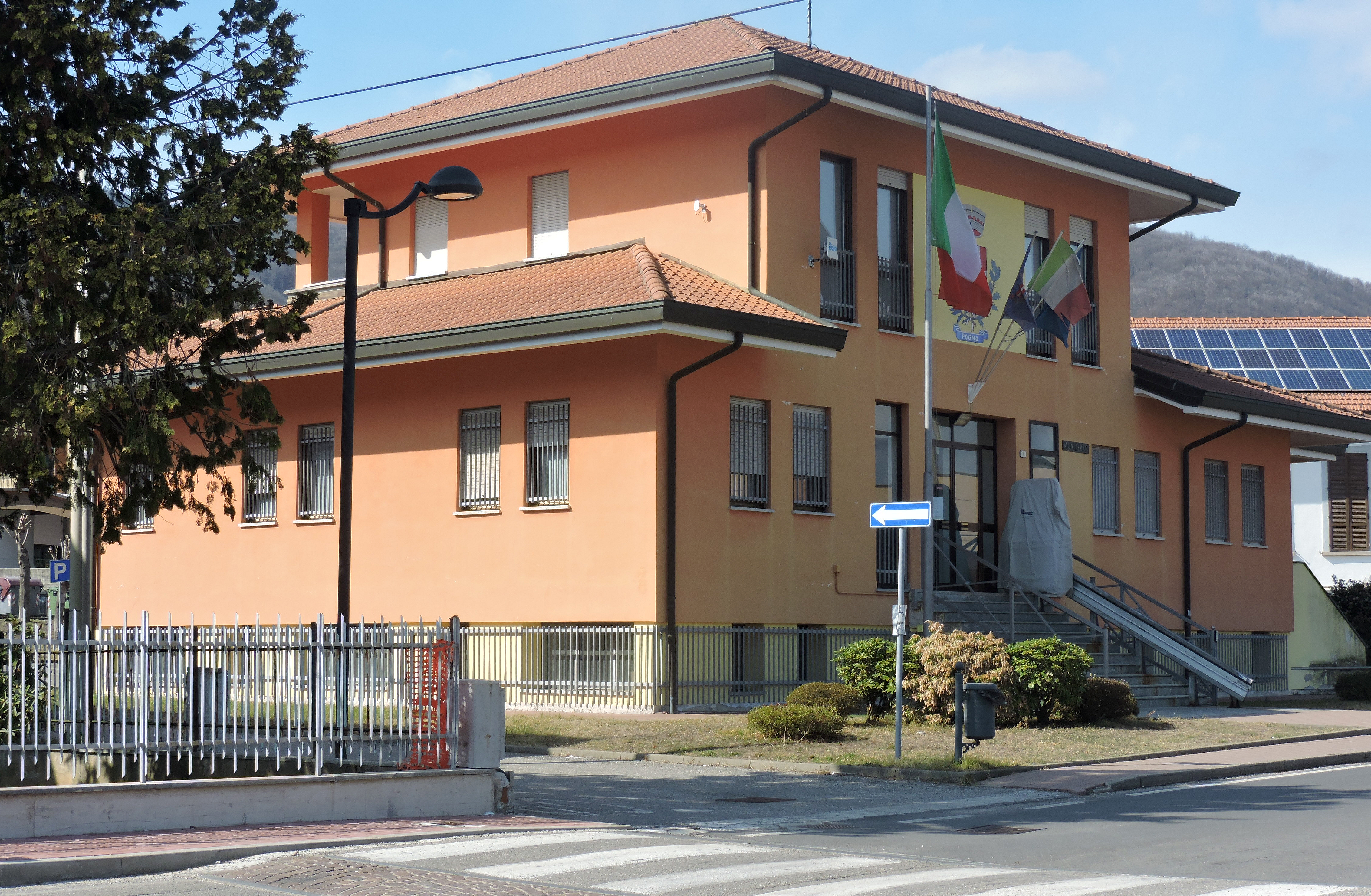
Il municipio

Di seguito è presentata una tabella relativa alle amministrazioni che si sono succedute in questo comune.
| Periodo        | Periodo         | Primo cittadino         | Partito                   | Carica  | Note   |
| -------------- | --------------- | ----------------------- | ------------------------- | ------- | ------ |
| 1º luglio 1985 | 22 maggio 1990  | Romano Crolla           | -                         | Sindaco | [ 10 ] |
| 22 maggio 1990 | 24 aprile 1995  | Pietro Crolla           | -                         | Sindaco | [ 10 ] |
| 24 aprile 1995 | 14 giugno 1999  | Romano Crolla           | lista civica              | Sindaco | [ 10 ] |
| 14 giugno 1999 | 14 giugno 2004  | Pierluigi Carrera       | lista civica              | Sindaco | [ 10 ] |
| 24 giugno 2004 | 8 giugno 2009   | Gianluca Simonotti      | lista civica              | Sindaco | [ 10 ] |
| 8 giugno 2009  | 26 gennaio 2013 | Gianluca Simonotti      | lista civica              | Sindaco | [ 10 ] |
| 26 maggio 2014 | in carica       | Maria Eliana Paracchini | lista civica: Pogno unita | Sindaco | [ 10 ] |

## Sport
A Pogno si trova anche un percorso ciclistico (bike park) di mountain bike "MTB enduro". Il percorso è stato creato dalla associazione sportiva dilettantistica (ASD) Mtb i Gufi, attiva dal 2008.